# Mojzes Majmonid
Mojzes Majmonid, lat. Moses Maimonides hebrejsko משה בן מימון Mosche ben Maimon, arabsko موسى بن ميمون Mūsā ibn Maymūn), srednjeveški judovski filozof, zdravnik, rabi, teolog, pravnik, logik, matematik, astronom in astrolog, * 1135, Kordova, Almoravidski imperij, † 12. december 1204, Al-Fustat, Ajubidski imperij. Majmonid velja za najpomembnejšega in izjemno ustvarjalnega srednjeveškega judovskega učenjaka. 
Za časa njegovega življenja je večina Judov sprejemala Majmonidova dela o judovskem pravu in etiki z odobravanjem in hvaležnostjo vse do Iraka in Jemna. Čeprav je Majmonid postal vodja judovske skupnosti v Egiptu, pa je obstajalo tudi nekaj glasnih kritikov njegovih spisov zlasti v Španiji med teokratskimi Almohadi. Kljub temu je bil posmrtno priznan kot eden največjih sodnikov in filozofov v judovski zgodovini, njegovo obsežno delo pa sestavlja temelj judovske študije. 
Poleg spoštovanja judovskih zgodovinarjev si je Majmonid prislužil tudi pomembno vlogo v zgodovini islamske in arabske znanosti in je omenjen v številnih študijah. Na njega so vplivali Avicenna, Averroes in Al-Farabi, on pa je vplival na druge ugledne arabske in muslimanske filozofe in znanstvenike. Njegova dela so postala priljubljena med latinskimi krščanskimi učenjaki in so skupaj z odkritjem Aristotelovih del ter arabske filozofije omogočila razcvet sholastike.  

### Življenjepis
Majmonid je bil rojen v Kordovi v obdobju, za katerega nekateri znanstveniki menijo, da je pomenilo konec zlate dobe judovske kulture na Iberskem polotoku.  Zelo zgodaj je razvil zanimanje za znanosti in filozofijo, prebiral je dela grških filozofov, ki so bila dostopna v arabskem prevodu in bil globoko zatopljen v znanosti in učenja islamske kulture. Ni znano, da bi bil Majmonid zagovornik mistike, čeprav v njegovi filozofiji opazimo močan intelektualni tip misticizma. Izražal je neodobravanje poezije, za najboljšo poezijo je izjavil, da je lažna, saj temelji na čisti izmišljotini. Imel je burno življenje – veliko svojih del je zapisal medtem, ko je potoval, ali bil kje začasno nastanjen. Oče Maimon ga je učil judovskega prava.
Leta 1148 so Kordovo zasedli teokratski Almohadi in odpravili t. i. »dhimma stanje« (tj. državna zaščita življenja in premoženja) na nekaterih ozemljih. Z izgubo statusa zaščitencev je judovski in krščanski skupnosti grozila spreobrnitev v islam, smrt ali izgon. Do leta 1152 Almohadi izbrišejo zadnje ostanke krščanstva v Magrebu, hudo preganjanje pa doživijo tudi judje. Zgodovinski zapisi zlorabe judov v obdobju po 1148 so različno interpretirani. Mnogi Judje so se bili prisiljeni spreobrniti, vendar so zaradi suma hlinjenja moral nositi identifikacijska oblačila, ki so jih ločevala od drugih in jih pogosto podvrgla javnemu zasmehu.
Majmonidova družina je skupaj z večino drugih Judov raje izbrala izgnanstvo. Nekateri vseeno pravijo, da je verjetno, da je Majmonid hlinil spreobrnenje preden je pobegnil. V naslednjih desetih letih se je selil po južni Španiji, sčasoma pa se je ustalil v Fesu v Maroku. V tem času (1166-1168) je spisal svojo priznano razpravo o Mišni.
Po bivanju v Maroku je skupaj z dvema sinovoma potoval v Sveto deželo, nato pa se je okoli leta 1168 nastanil v Fustatu v Egiptu (današnji Stari Kairo), kjer je študiral v majhni sinagogi, ki danes nosi njegovo ime. V Sveti deželi je molil na Tempeljskem griču in napisal, da je bil ta dan »dan svetosti za njega in njegove potomce«.
Majmonid je kmalu zatem pomagal pri reševanju Judov, ujetih med obleganjem egiptovskega mesta Bilbaja, ki ga je leta 1163 napadel križarski kralj Amalrik Jeruzalemski. Razposlal je pisma judovskim skupnostim Spodnjega Egipta in jih prosil, naj zberejo denar za plačilo odkupnine. Denar je bil zbran in predan dvema sodnikoma, ki sta bila poslana v Palestino na pogajanje s križarji. Ujetniki so bili na koncu izpuščeni.
Majmonidova družina se je preizkusila tudi v trgovskem poslu v upanju, da poveča svoje bogastvo. Svoje prihranke je Majmonid izročil svojemu mlajšemu bratu, bratu Davidu ben Majmonu, trgovcu. Majmonid mu je naročil, naj blago nabavi le v sudanskem pristanišču 'Aydhab. Po dolgem in napornem potovanju skozi puščavo pa David ni bil navdušen nad blagom, ki je bilo tam na voljo. Kljub navodilom svojega brata se je vkrcali na ladjo proti Indiji, saj je bil prepričan, da je veliko bogastvo mogoče najti na vzhodu. Preden pa je dosegel svoj cilj, je David utonil v morju, nekje med letoma 1169-1170. Smrt brata je Majmonida izredno prizadela. V pismu, odkritem kasneje v Kairu, je zapisal:
»Največja nesreča, ki me je doletela v mojem življenju - huje kot karkoli drugega...Kako naj se tolažim? Odraščal je na mojih kolenih, bil je moj brat in moj učenec.«
Okoli leta 1171 je bil Majmonid imenovan za vodjo egiptovske judovske skupnosti. Na to mesto ga je najbrž povzpela njegova zmožnost vodenja, ki jo je prikazal med reševanjem ujetnikov v Bilbaju. Ker je v trgovskem eksperimentu izgubil družinska sredstva je prevzel poklic zdravnika, po čemer je kasneje postal slaven. Medicinsko se je že prej usposabljal v Kordovi in v Fesu. Ker je pridobival splošno priznanje, je bil kasneje imenovan za osebnega zdravnika pri enem od spoštovanih kadijev. Majmonidov sloves in uspehi v zdravniškem poklicu so bili tolikšni, da ga je vpoklical na svoj dvor sultan Saladin, po sultanovi smrti pa je ostal zdravnik njegove družine. 
V svojih medicinskih spisih Majmonid opisuje številna obolenja vključno z astmo, diabetisom, hepatitisom in pljučnico, poudarjal pa je tudi pomen zmernosti in zdravega življenjskega sloga. Njegove razprave so vplivale na več kasnejših generacij zdravilcev. Bil je dobro osveščen o grški in arabski medicini in je upošteval načela humoralne medicine galenske tradicije. Opisal je svoje odnose s pacienti, za katere bi danes rekli, da jih je odlikovalo spoštovanje do pacientove avtonomije. Čeprav je pogosto pisal o svojem hrepenenju po samoti, da bi se lahko zbližal z Bogom in razširil svoje razmišljanje, je večino svojega časa posvetil negi drugih. Kljub temu mu je medtem uspelo napisati številne spise ne samo o medicinski negi in znanstvenih razprav, ampak tudi nekaj najbolj sistematskih in premišljenih spisov o rabinskem zakonu in judovski filozofiji. Nekateri pravijo, da je to neprekinjeno garanje škodovalo njegovemu lastnemu zdravju in ga peljalo v smrt pri 69 (čeprav je to bila takrat normalna življenjska doba za tisto okolje). Njegovi rabinski zapisi so danes cenjeni kot temeljni in neprimerljivi viri za judovsko religijo.
Majmonid je umrl 12. decembra 1204 v Fustatu v Egiptu. Velja splošno prepričanje, da je bil nekaj časa pokopan v študijski sobi dvorišča sinagoge, kmalu pa so bili njegovi posmrtni ostanki v skladu z njegovimi željami izkopani in ponovno pokopani v Tiberijo  na zahodni obali Galilejskega morja v Izraelu, kjer so pokopani v večji grobnici.

### Vpliv na judovstvo
Majmonidova Tora  je po mnenju tradicionalnih judov tudi danes eden glavnih kodeksov judovskega prava in etike. Grajena je izjemno logično, jedrnato in z jasnim izražanjem ter lahko učljiva, tako da je postala standard, glede na katerega so kasnejši kodeksi ocenjeni. Še vedno se jo natančno preučuje na rabinskih akademijah.
Majmonid je bil eden najbolj vplivnih mož že v srednjeveški judovski filozofiji. Njegova izjemna adaptacija Aristotlovega nauka z naukom Stare zaveze Svetega pisma je navdušila številne kasnejše judovske mislece in imela nepričakovan takojšen zgodovinski vpliv. Nekateri bolj akulturirani judje so namreč v stoletju, sledečemu njegovi smrti, prikazali Majmonidov aristotelianizem na načine, ki so spodkopavali tradicionalno verovanje, in s tem povzročili intelektualno polemiko v španskih in južnofranckoskih judovskih krogih.

### 13 načel vere
V svojem komentarju Mišne Majmonid oblikuje »13 načel vere«. Povzemala so tisto, za kar je verjel, da so potrebna prepričanja (dogme) judovske vere:

1. Obstoj Boga.
2. Božja enotnost in nedeljivost na elemente.
3. Božja duhovnost in nesnovnost.
4. Božja večnost.
5. Samo Bog je čaščen.
6. Razkritje po božjih prerokih.
7. Superiornost Mojzesa med preroki.
8. Tora, ki jo imamo danes, je bila Mojzesu narekovana od Boga.
9. Mojzesova Tora je nespremenljiva.
10. Božje védenje o vseh človekovih dejavnostih in mislih.
11. Nagrajenost dobrega in kaznovanje slabega.
12. Prihod judovskega Mesije.
13. Vstajenje mrtvih.

### Prava prepričanja v primerjavi s potrebnimi prepričanji
V III. Knjigi Priročnika za zmedene, v poglavju 28, Majmonid razpravlja o razlikovanju med "pravimi prepričanji", ki so prepričanja o Bogu, ki proizvajajo intelektualno popolnost in "potrebnimi prepričanji", ki naj bi pripomogla k izboljšanju družbenega reda. Majmonid postavi antropomorfno poosebljene izjave o Bogu v ta razred. Za primer uporablja idejo, da Bog postane "jezen" na ljudi, ki počnejo nedovoljeno. Po mnenju Majmonida (strnjeno iz dela Avicenne)  Bog ne postane jezen na ljudi, ker je brez človeških čustev, vendar je pomembno, da ljudje verjamejo, da je Bog jezen, saj se tako vzdržijo početja nedovoljenega.

### Vstajenje, pridobljena nesmrtnost in posmrtno življenje
Majmonid razlikuje dve vrsti inteligence v človeku. Materialno (v smislu odvisnosti in vpliva na telo) in nematerialno (neodvisnost od telesa). Slednja se pojavi kot neposredna oblika univerzalnega aktivnega razuma; to je njegova razlaga "Noûs poietikós", vzete iz aristotelske filozofije. To je pridobljeno kot rezultat prizadevanja duše za doseganje pravilnih znanj o absolutnem, čisti inteligenci Boga.
Znanje o Bogu je oblika znanja, ki v nas razvija obliko nematerialne inteligence in tako podeljuje človeku nematerialno, duhovno naravo. To daje duši popolnost, ki je sestavljena iz človeške sreče in plaši našo dušo z idejo o nesmrtnosti. Tisti, ki doseže ustrezno znanje o Bogu, je dosegel pogoj za obstoj, ki ga varuje pred vsemi nezgodami usode, vsemi skušnjavami greha in smrti same. Človek je postavljen pred dejstvo, da si mora sam prislužiti svoje odrešenje in svojo nesmrtnost.
Judje so verjeli v nesmrtnost v duhovnem smislu in večina je verjela, da prihodnost vključuje »mesijansko« obdobje in vstajenje od mrtvih. Majmonid je napisal veliko o tej temi, a je v večini primerov pisal o nesmrtnosti duše za ljudi z izpopolnjenim intelektom; njegova dela po navadi niso govorila o "vstajenju trupel". Rabini tistega časa so bili kritični do več različnih vidikov te misli. 
Rabinska dela tistega časa običajno imenujejo posmrtno življenje "Olam Haba" (svet, ki še pride). Nekaj rabinskih del uporablja ta izraz za sklicevanje na »mesijansko« obdobje, obdobje zgodovine tukaj, na Zemlji; ostala rabinska dela ta izraz uporabljajo na zgolj duhoven način. Majmonidova razprava se je razširila in izzvala polemiko, nekateri judovski voditelji pa so ga oklicali za krivoverca.
Veliko judov je v Majmonidovem času menilo, da judovstvo ne zahteva verovanja v telesno vstajenje od mrtvih. Posmrtno življenje so obravnavali zgolj kot duhovno sfero. Uporabljali so Majmonidova dela, da so podprli svoj položaj in argument. Njihovi nasprotniki so trdili, da je to popolna herezija; za njih je posmrtno življenje tukaj, na Zemlji, kjer Bog dviga trupla iz groba, da bi vstali živeli večno. Majmonid je bil udeležen v tem sporu omenjen na obeh strani, saj je prva skupina izjavila, da njegovi spisi podpirajo njihov argument, druga pa ga je predstavljala kot krivoverca, ker je izjavil, da je posmrtno življenje nepomembno in da je pomemben le duh sam.
Sčasoma je Majmonid čutil vedno večji pritisk in začel pisati razpravo z naslovom  Razprava o vstajenju. Drugo poglavje te razprave razpravlja o vstajenju. Le-to naj bi se nanašalo na tiste, ki verjamejo, da svet, ki pride, vključuje fizično vstala telesa. Majmonid v delu zapisuje in se nanaša na takšno prepričanje, kot bi ga "izrekel norec", oziroma človek katerega prepričanje je popolna "norost".
Majmonid velikokrat omenja, da tisti, ki pravijo, da naj bi verjel, da so verzi v zvezi z vstajenjem alegorični, lažejo in širijo neresnice. V svojih delih je zapisal tudi, da sta ti dve stališči (netelesno večno življenje, primerjano s telesnim vstajenje) mogoče videti kot nasprotje. To zagato je odpravil z edinstveno rešitvijo. Majmonid je zapisal, da vstajenje ni stalno ali splošno. Po njegovem mnenju Bog nikoli ne krši zakonov narave. Namesto tega Bog posreduje z angeli, za katere Majmonid pogosto meni, da so metafore za nekatere zakone narave, načela, po katerih deluje fizično vesolje, ali platonska "večna oblika". Tako sicer ni vedno, saj v nekaterih delih Majmonid angele opisuje kot dejansko ustvarjena bitja. Če torej se edinstven dogodek dejansko zgodi, ni kršen red na svetu, pa čeprav je dogodek razumljen kot čudež.

### Majmonidesov vpliv na filozofe in zanimivosti
Majmonid še vedno velja za enega izmed največjih judovskih filozofov. Je izjemen model vsem vejam modernega judaizma. Njegov vpliv se kaže pri filozofu Leu Straussu, Majmonidov vidik skromnosti pa je povzel tudi humanistični filozof Peter Singer. 
Obstaja tudi šola z Majmonidovim imenom v mestu Brookline, Massachusetts, v Hollywoodu na Floridi. Njegovo ime prav tako nosi medicinski center v Brooklynu. 
Leta 1953 je bila v Izraelu izdana znamka z njegovo podobo.

### Judovska teološka in filozofska dela
Majmonid je napisal dela o judovski  učenosti, rabinskem pravu,  filozofiji in medicinska besedila. Večino del je napisal v judeo-arabščini. Mišne Tora je bila napisana v hebrejščini. Njegova judovska besedila so:
- Komentar Mišne (hebrejsko Piruš Hamišnajot, arabsko Kitab al-Siraj) je napisan v judeo-arabščini. Je prvi popoln pisni komentar celotne Mišne, ki je bil zelo priljubljen tako v arabskem izvirniku kot v srednjeveških hebrejskih prevodih. V komentarje so vključeni trije zelo vplivni filozofski uvodi:
  - Uvod v Mišno se ukvarja z naravo ustnega prava, razlikovanjem prerokov od učenjakov in organizacijsko strukturo Mišne.
  - Uvod v Mišna Sanhedrin, deseto poglavje (Perek Helek), je eshatološki esej, ki se zaključuje s slavnimi Majmonidovimi trinajstimi načeli vere.
  - Uvod v razpravo Avot, imenovano tudi Osem poglavij, je razprava o etiki.
- Sefer Hamicvot (Knjiga zapovedi). V tem delu Majmonid našteje vseh 613 micvot (zapovedi), ki jih vsebuje Tora (Petoknjižje), in opiše štirinajst šorašim (korenov ali načel), ki so vodila njegovo izbiro.
- Mišne Tora, znana tudi kot Sefer Jad ha-Hazaka, je obširen zbornik judovskega prava.
- Sefer Ha'šamad (Pismo mučenišva).
- Vodnik zablodelih  je filozofsko delo, ki usklajuje in diferencira Aristotelovo filozofijo in judovsko teologijo. Pisano v judeo-arabščini in dokončano med 1186 in 1190.[9] Prvi prevod tega dela v hebrejščino je naredil Samuel ibn Tibbon leta 1204.[10]
- Tešuvot. V tem delu so zbrana njegova pisma in odzivi nanja, vključno s številnimi javnimi pismi (o vstajenju in posmrtnem življenju, o prestopanju v druge vere in Iggeret Teimanu – naslovljeno na zatirani jemenski judovski živelj).
- Hilkhot ha-Jerušalmi je fragment komentarja na Jeruzalemski Talmud, ki ga je prepoznal in objavil  Saul Lieberman leta 1947.
- Maqala Fi Sinat Al-Mantiq je razprava o logiki.

### Medicinska dela
- Obstaja dokument, z imenom: Prisega Majmonidesa, ki naj bi bil zelo podoben prisegi Hipokrata, vendar je njegova verjetnost vprašljiva, saj naj bi se pojavil šele leta 1793.

- Umetnost zdravljenja

- Komentar na Hipokratovo aforizme

- Mojzesovi medicinski aforizmi

- Razprava o hemoroidih

- Razprava o zunajzakonski skupnosti.

- Razprava o astmi

- Razprava o strupih in njihovih cepivih

- Režim za zdravje

- Diskurz o razlagi aktivnosti

- Razprava o imenih zdravil